# Lanius schach
L'averla dalla coda lunga o averla dorso rossiccio (Lanius schach Linnaeus, 1758) è un uccello appartenente alla famiglia dei Lanidi.

## Etimologia
Il nome scientifico della specie, schach, deriverebbe dal nome che secondo Pehr Osbeck (il quale procurò gli esemplari utilizzati per la descrizione scientifica) questi uccelli avrebbero in lingua cinese.

## Descrizione

### Dimensioni
Misura 20-25 cm di lunghezza, per 33-53 g di peso.

### Aspetto

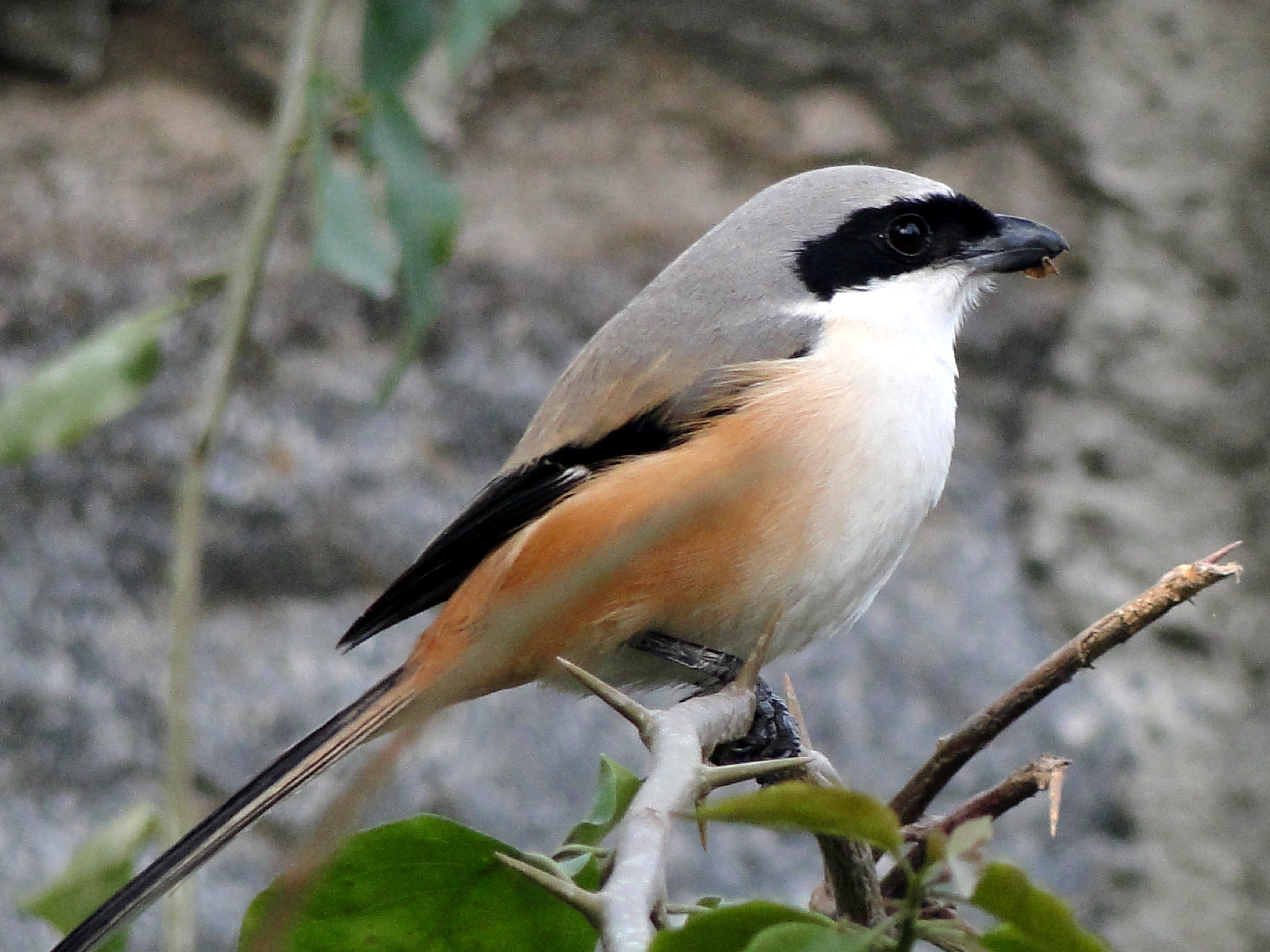
Esemplare a Dwarka.

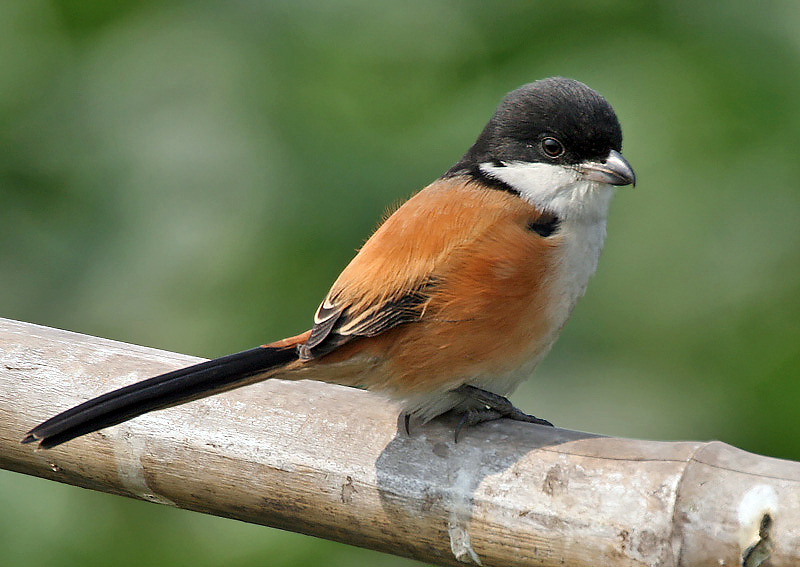
Esemplare a Calcutta.

Si tratta di uccelli dall'aspetto robusto ma slanciato, muniti di grossa testa ovale e allungata con becco forte e dall'estremità adunca, ali corte e arrotondate, forti zampe artigliate e lunga coda (in alcune sottospecie fino a metà delle dimensioni totale dell'animale, caratteristica dalla quale deriva il nome comune della specie) dall'estremità squadrata. Nel complesso, l'averla dalla coda lunga ricorda molto nell'aspetto e nella colorazione le averle grigie, come l'averla grigia meridionale.
Il piumaggio mostra variazioni anche notevoli a seconda della popolazione presa in considerazione: in generale, la calotta (fronte, vertice, nuca e spalle) è di color grigio perla, mentre dorso, ali (queste ultime con remiganti nere con sottile specchio alare bianco), fianchi, codione e sottocoda sono di color pesca, gola, petto e ventre sono di colore bianco e coda e mascherina facciale sono di colore nero, la prima con margini rossicci. In alcune sottospecie (tricolor, nasutus, longicaudatus) il nero cefalico si estende a tutta la calotta, in altre (nominale, caniceps, bentet) il grigio cefalico copre anche buona parte del dorso o financo le ali, oppure il bianco ventrale può essere più o meno esteso a favore del pesca dei fianchi, che può a sua volta assumere tonalità più aranciate o maggiormente tendenti al bruno o al rosso mattone.

È presente dimorfismo sessuale, con le femmine dalla colorazione più dimessa (in particolar modo per quanto riguarda il nero).
Gli occhi sono di colore bruno scuro: il becco e le zampe sono quasi neri.

## Biologia

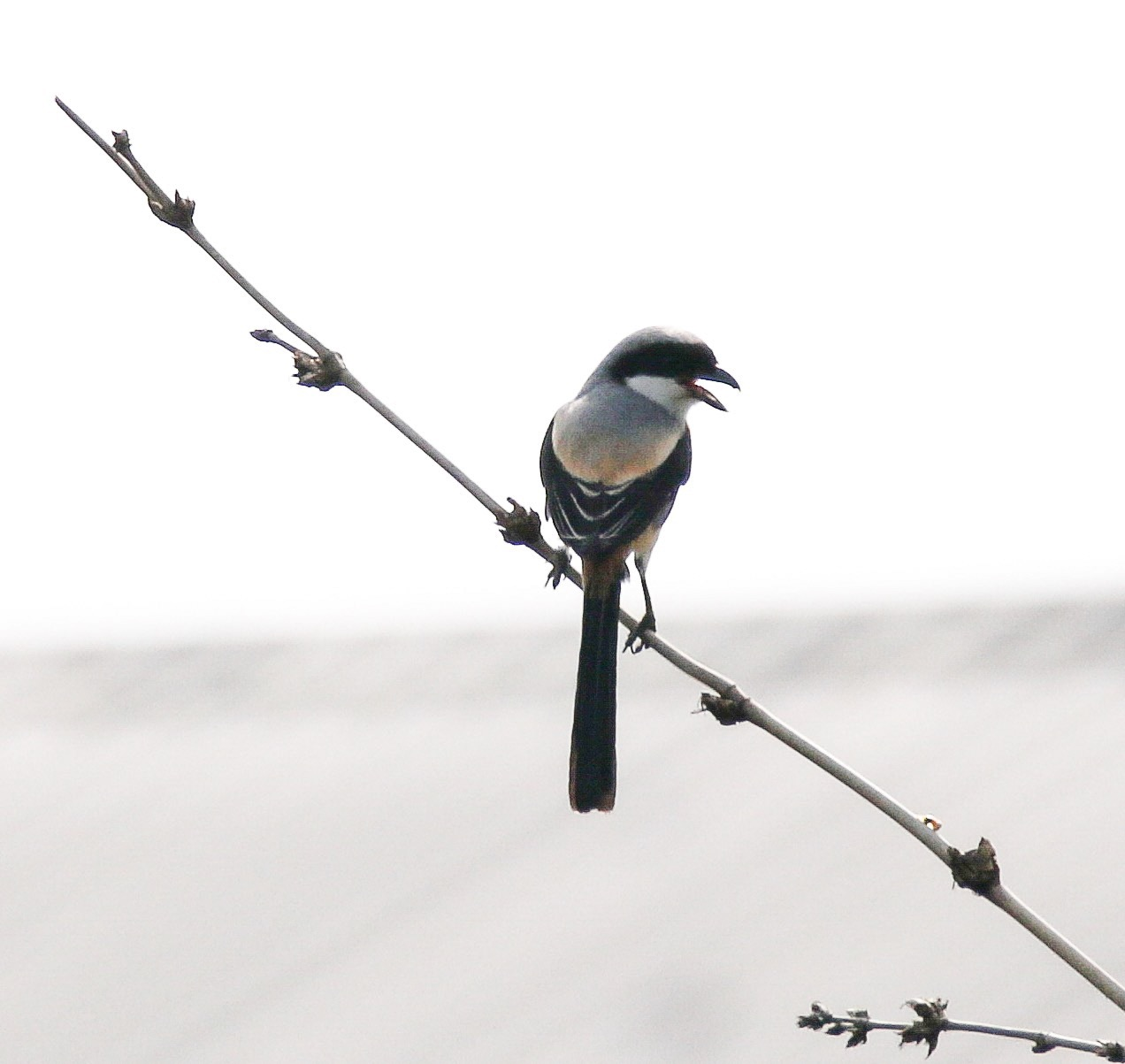
Esemplare canta a Giacarta Meridionale.

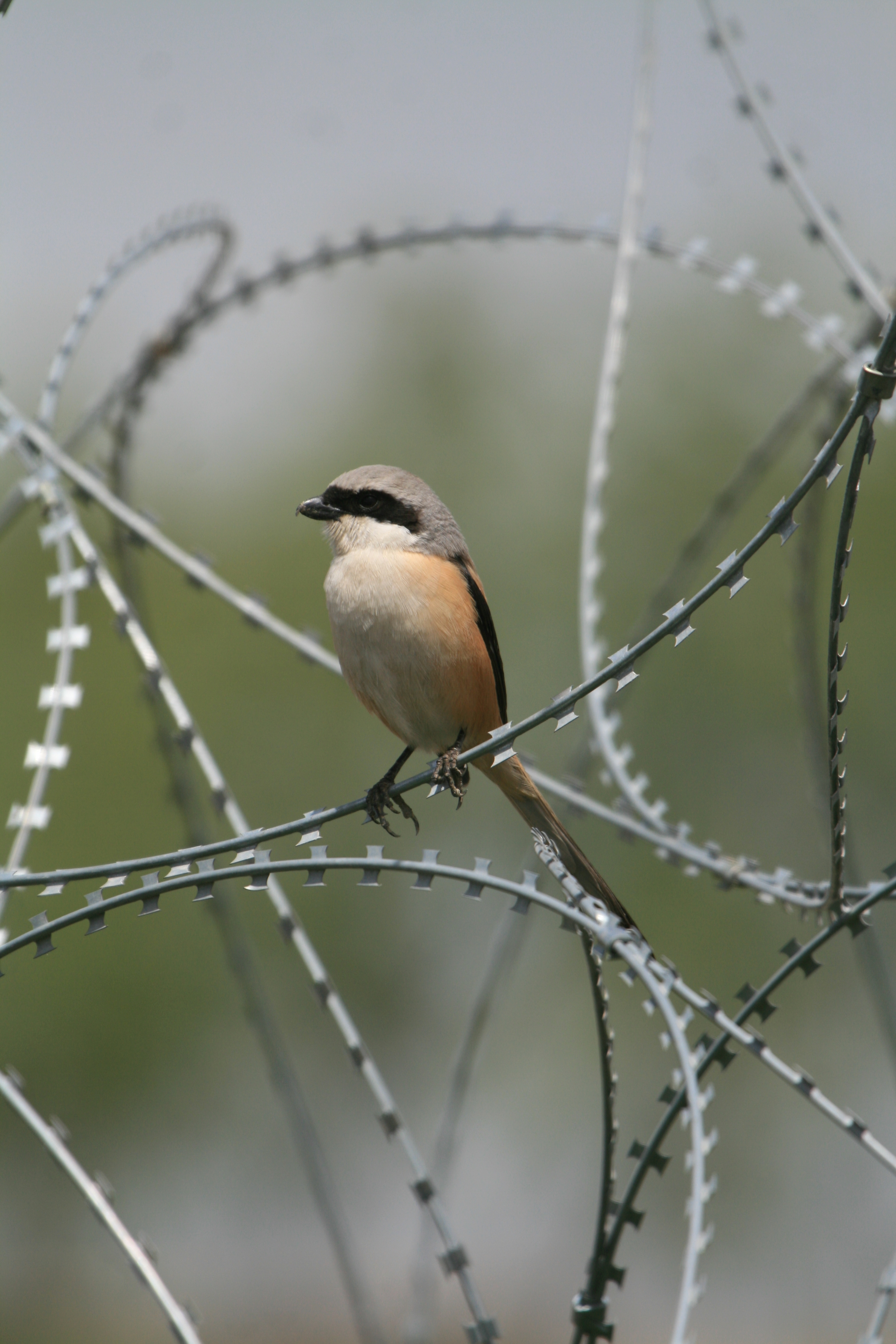
Esemplare nel Parvan.

L'averla dalla coda lunga è un uccello diurno, dalle abitudini di vita perlopiù solitarie (sebbene possano vivere in coppie o addirittura in gruppetti anche all'infuori della stagione riproduttiva) e territoriali, con l'estensione dei territori che mostra rapporto di proporzionalità inversa rispetto alla quantità di risorse presente negli stessi: ad esempio, in aree particolarmente ricche di cibo e all'infuori della stagione degli amori questi uccelli possono essere osservati grossomodo a un paio di chilometri gli uni dagli altri.
Questi uccelli passano gran parte del proprio tempo appollaiati su un posatoio in evidenza, dal quale possono godere di un'ottima visuale sui dintorni: in tal modo, essi possono prontamente individuare eventuali intrusi nel proprio territorio, così come le potenziali prede. Il volo è ondulato, ma i suoi battiti sono sicuri e determinati.

L'averla dalla coda lunga comunica mediante aspri richiami squillanti, che divengono più alti quando l'animale è eccitato: questi uccelli sono inoltre in grado di imitare i rumori dell'ambiente circostante inserendoli nelle proprie serie di richiami, caratteristica quest'ultima che li rende popolari animali da compagnia nel Sud-est asiatico

### Alimentazione
Si tratta di uccelli carnivori e opportunisti, la cui dieta si compone perlopiù di grossi invertebrati (principalmente ragni di grandi dimensioni ed ortotteri, mentre gli insetti alati vengono catturati al volo), comprendendo però anche piccoli vertebrati come lucertole, piccoli uccelli e roditori, e perfino serpentelli e pesci catturati dai ruscelli. L'averla dalla coda lunga è stata inoltre osservata compiere cleptoparassitismo nei confronti di altre specie di piccoli uccelli. Sebbene raramente, inoltre, questi uccelli possono cibarsi di cibi di origine vegetale: ad esempio, nel Kerala essi sono stati osservati cibarsi dei frutti del nīm.
Come tipicamente osservabile fra le averle, le prede catturate vengono impalate ad una punta tagliente, ad esempio una spina: una volta messe così al sicuro, l'animale può farle a pezzi con il robusto becco uncinato, dato che i suoi piedi non sono fatti per strappare. Questi uccelli possono inoltre impalare anche i residui di cibo di origine vegetale.

### Riproduzione

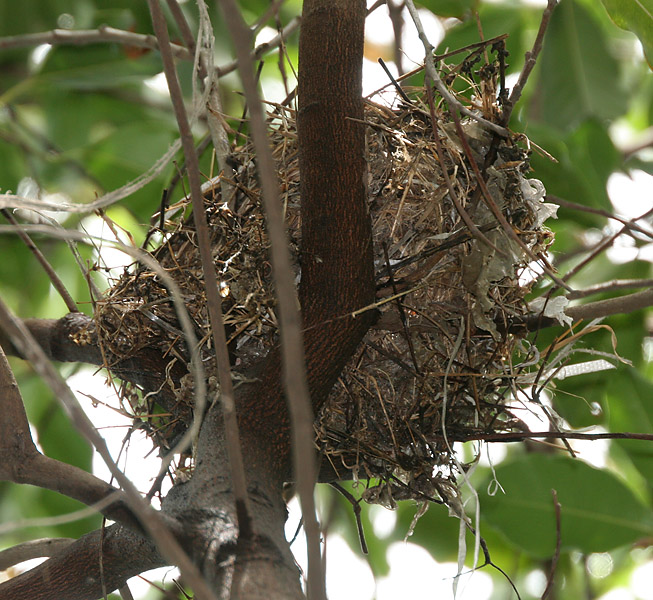
Nido a Calcutta.

La stagione riproduttiva si estende generalmente dalla fine di marzo a luglio, con le popolazioni meridionali che possono deporre fino a un mese prima e quelle delle aree fredde che possono farlo anche un mese più tardi. Durante la stagione riproduttiva viene generalmente portata avanti una singola covata, ma in caso di seconda covata viene riutilizzato il nido servito per la prima.
Si tratta di uccelli monogami, le cui coppie possono rimanere insieme anche all'infuori della stagione riproduttiva, condividendo lo stesso territorio.

Il nido viene ubicato generalmente fra i rami di un cespuglio spinoso (come le varie specie di Flacourtia o le palme nane): esso consiste in una struttura a coppa profonda, edificata da ambedue i sessi intrecciando rametti, fibre vegetali e pelame. Al suo interno la femmina depone 3-6 uova, che si alterna a covare col maschio per 13-16 giorni, al termine dei quali schiudono pulli ciechi ed implumi.

I giovani vengono accuditi da entrambi i partner, che li nutrono principalmente con pezzetti di carne di uccellini.
L'averla dalla coda lunga subisce parassitismo di cova da parte del cuculo comune, del cuculo sparviero, del cuculo bianconero e del koel.

## Distribuzione e habitat

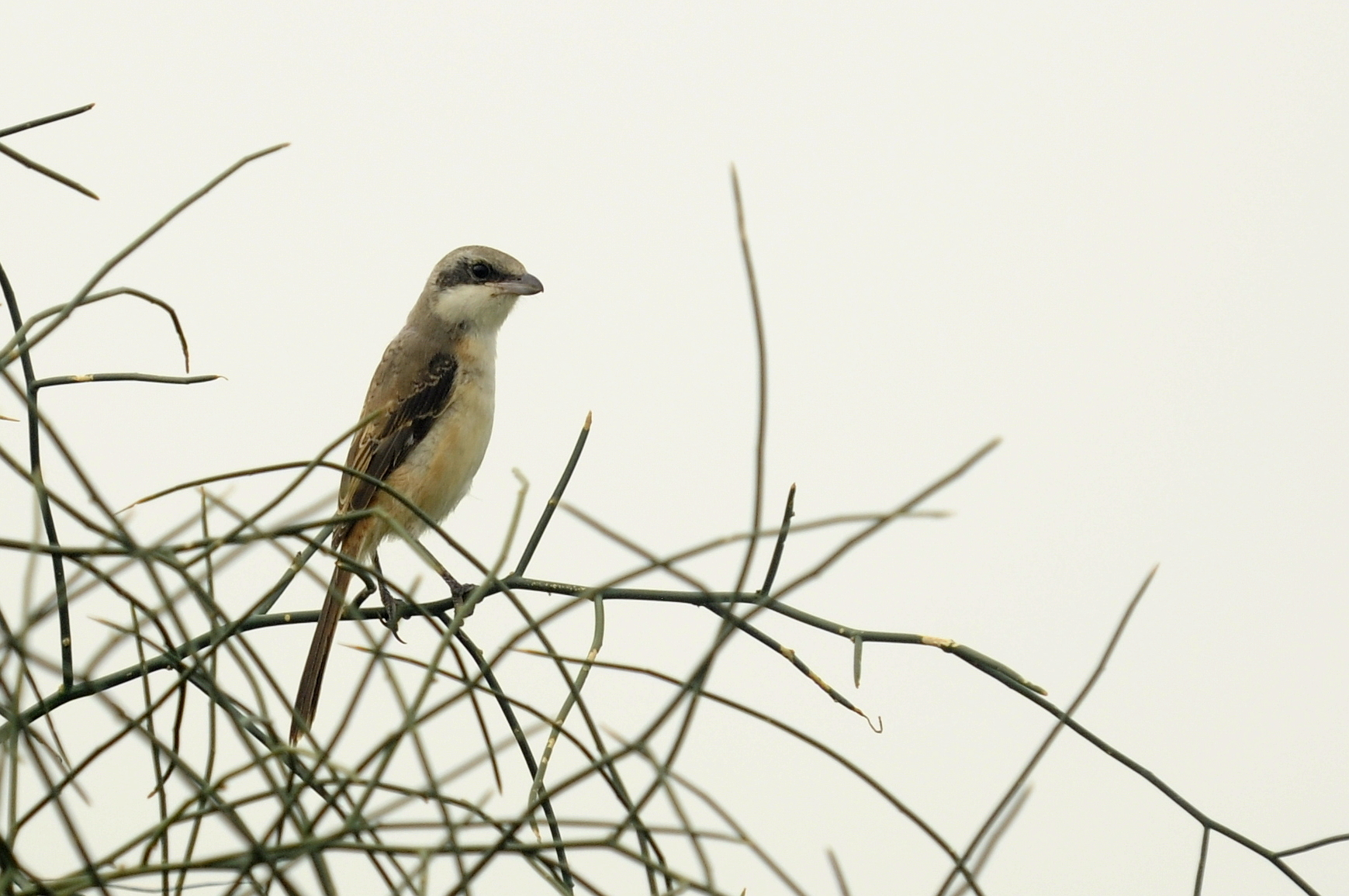
Esemplare nel parco nazionale del Deserto.

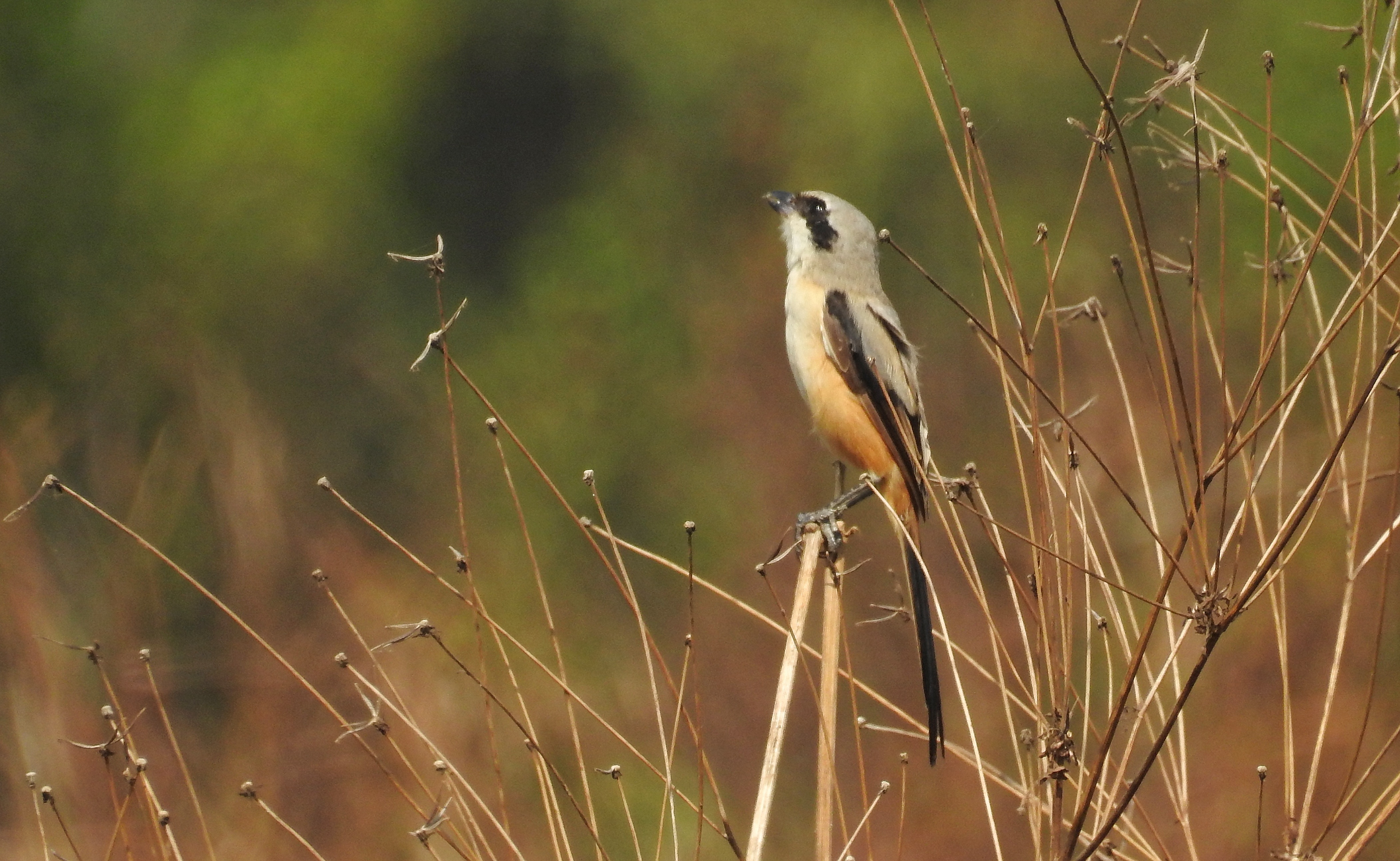
Esemplare a Kannur.

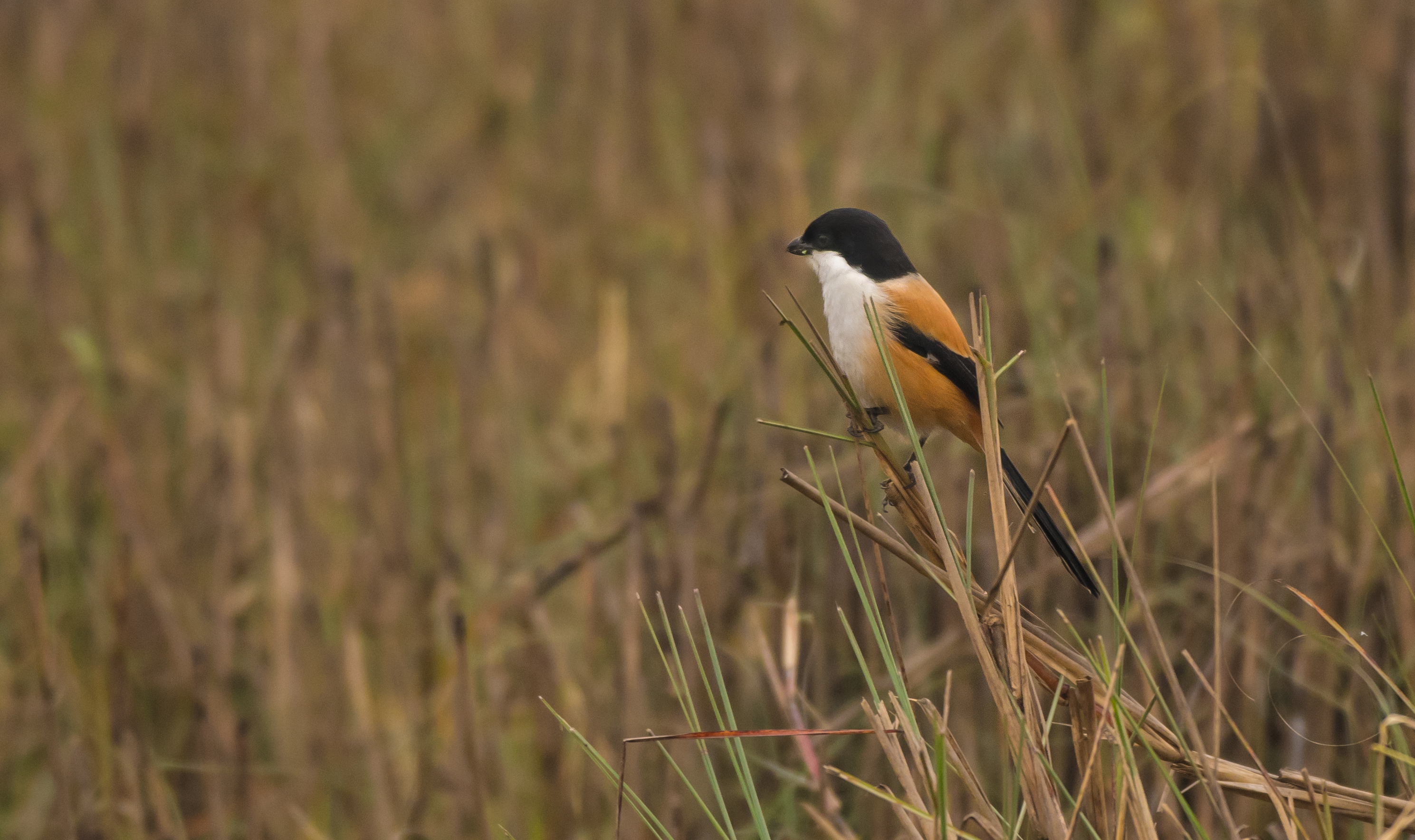
Esemplare in Bangladesh.

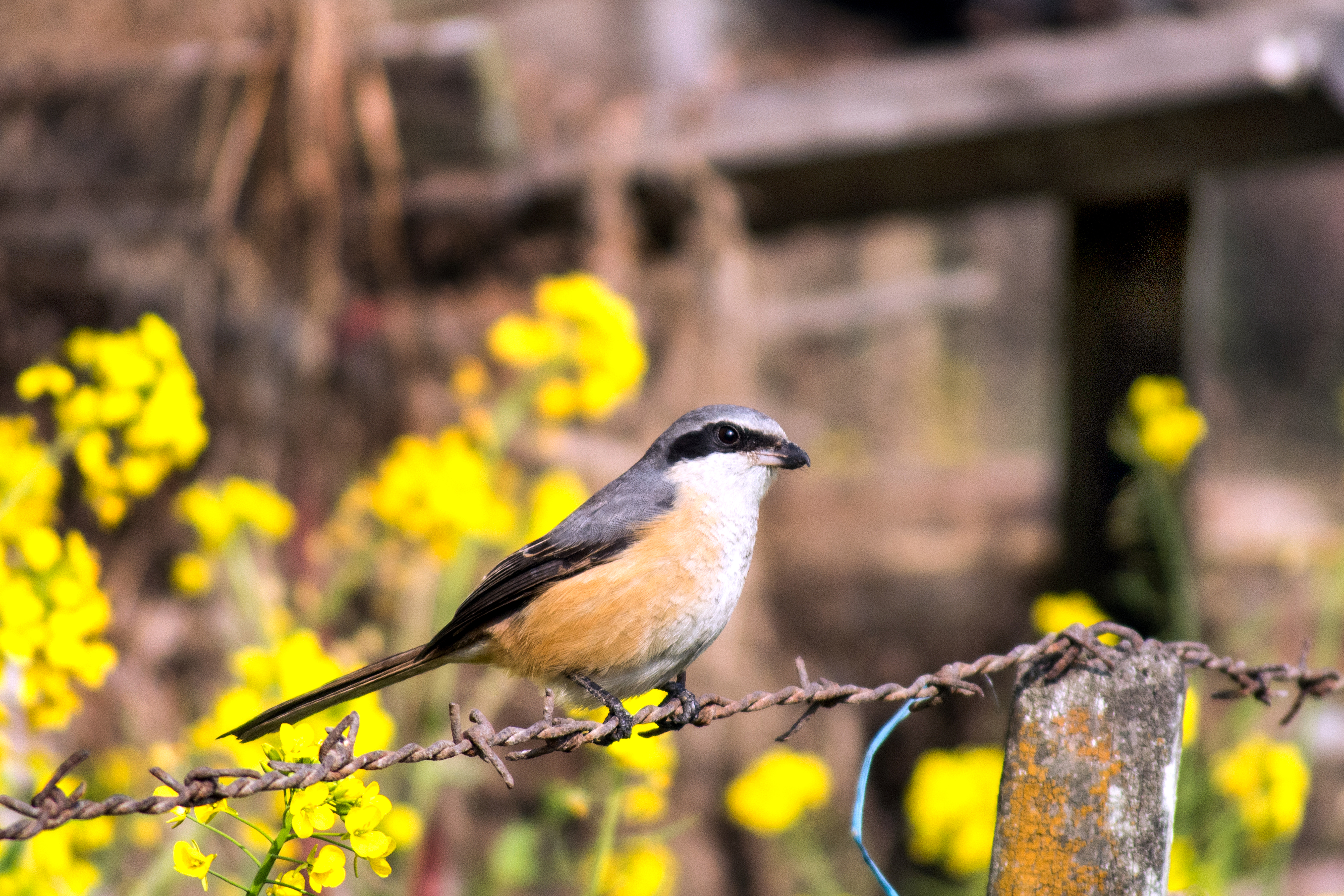
Esemplare in Nepal.

L'averla dalla coda lunga popola tutta l'ecozona indomalese, popolando un esteso areale che spazia dal Kazakistan centro-meridionale (con nidificazioni registrate anche nel nord-ovest del Paese) alla Nuova Guinea (dove è presente nella penisola di Huon e lungo la costa orientale della Papua Nuova Guinea, fino alle propaggini sud-orientali dei Monti Owen Stanley) attraverso il Turkestan (Uzbekistan meridionale, Turkmenistan orientale, Kirghizistan), Afghanistan centro-settentrionale e orientale, Khorasan, Pakistan (pur mancando dall'estremo ovest del Paese), gran parte del subcontinente indiano (India, Nepal, Bangladesh, nord dello Sri Lanka), Bhutan, Tibet sud-orientale, Cina centrale, meridionale e sud-orientale (compresa Hainan), Taiwan, Birmania, Thailandia, Indocina (ad eccezione della parte centrale e sud-orientale della Cambogia, dell'Annam meridionale e della Cocincina), penisola malese, grandi Isole della Sonda (Sumatra, Giava, Borneo sud-orientale e settentrionale, ad est fino a Timor ed alle isole Sermata, mentre manca da Sulawesi e dalle Molucche) e Filippine.

Si tratta di una specie relativamente stanziale, tuttavia alcune popolazioni tendono a compiere spostamenti di modesta entità (ad esempio le popolazioni dell'India meridionale tendono a spostarsi nelle aree costiere più secche durante la stagione delle piogge, così come quelle himalayane scendono verso il delta del Gange o nel Deccan per sfuggire ai rigori dell'inverno): singoli esemplari in dispersione sono stati avvistati anche in aree ben lontane dall'areale usualmente occupato dalla specie, con avvistamenti in Giappone, alle Maldive, nel Levante, in Europa Orientale e addirittura ad ovest fino ai Paesi Bassi od a South Uist nelle Ebridi Esterne.
L'habitat di questa averla è rappresentato dalle aree aperte erbose o steppose con presenza isolata di macchie cespugliose o alberate dalle quali dominare i dintorni: questi uccelli non disdegnano la presenza umana, colonizzando senza problemi le aree coltivate, i villaggi ed i parchi e i giardini delle aree suburbane, non di rado servendosi di elementi antropogeni (come staccionate o pali della luce) come posatoi prediletti.

## Tassonomia
Se ne riconoscono nove sottospecie:

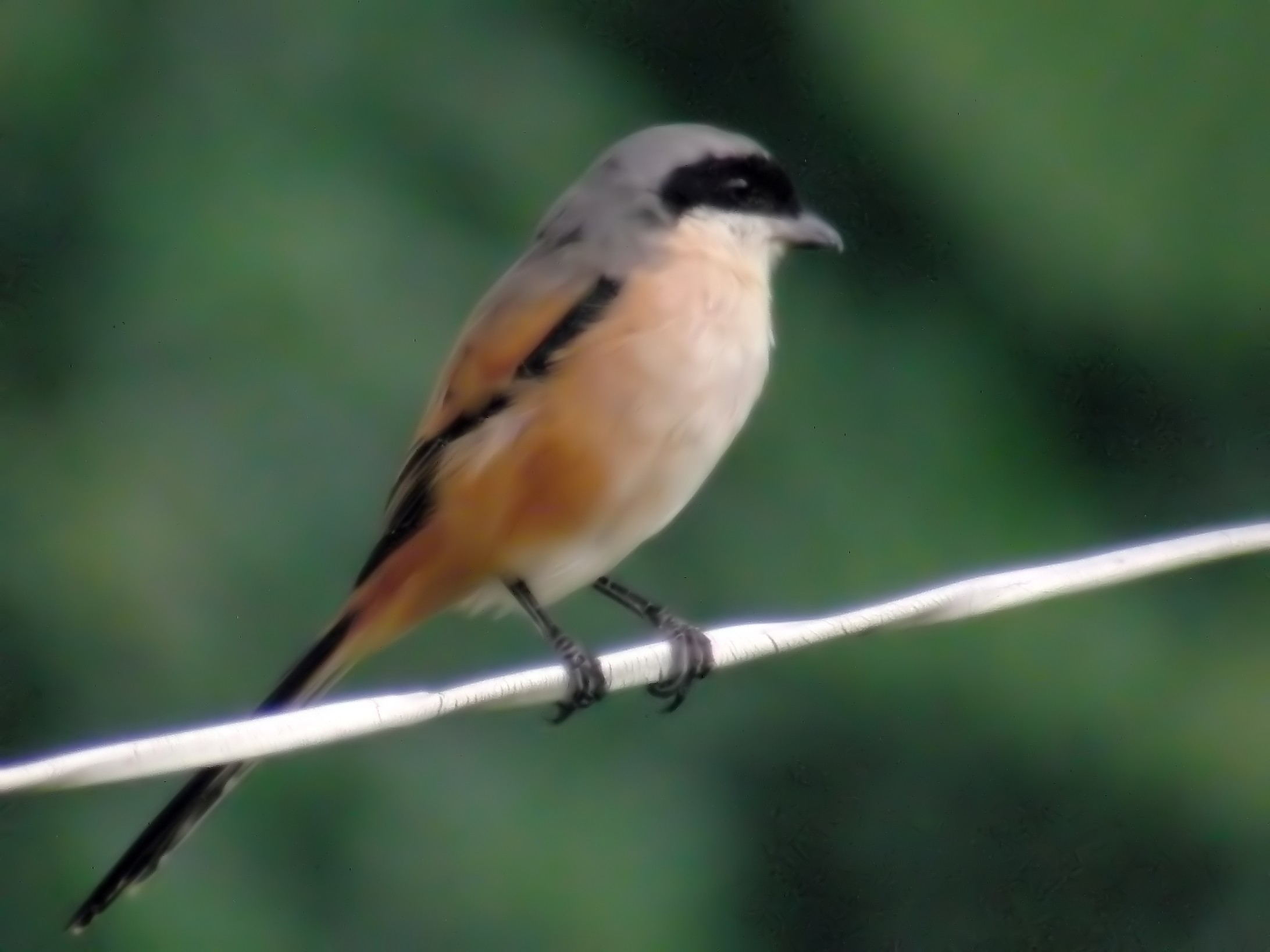
Esemplare della sottospecie nominale a Hong Kong.

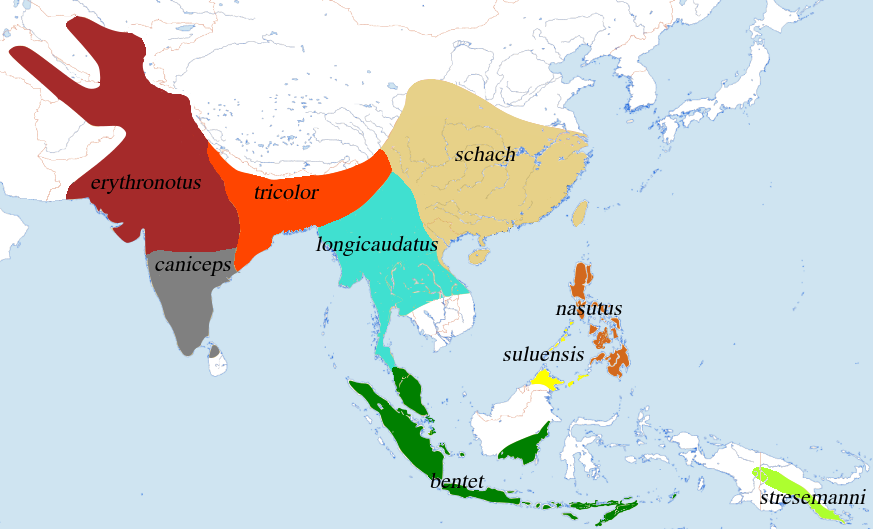
Distribuzione delle varie sottospecie.

- Lanius schach erythronotus (Vigors, 1831) - diffusa nella porzione nord-occidentale dell'areale occupato dalla specie (Turkestan e nord del subcontinente indiano);
- Lanius schach caniceps Blyth, 1846 - diffusa in India e Sri Lanka;
- Lanius schach tricolor Hodgson, 1837 - diffusa lungo l'Himalaya, nel nord-est del subcontinente indiano e in Cina sud-occidentale;
- Lanius schach schach Linnaeus, 1758 - la sottospecie nominale, diffusa dal Nepal al nord dell'Indocina;
- Lanius schach longicaudatus Ogilvie-Grant, 1902 - diffusa in Indocina e Tenasserim;
- Lanius schach bentet Horsfield, 1821 - diffusa nella penisola malese e grandi Isole della Sonda fino a Timor;
- Lanius schach nasutus Scopoli, 1786 - endemica delle Filippine e presente anche in Borneo nord-orientale;
- Lanius schach suluensis (Mearns, 1905) - endemica delle isole Sulu;
- Lanius schach stresemanni Mertens, 1923 - endemica della Nuova Guinea;

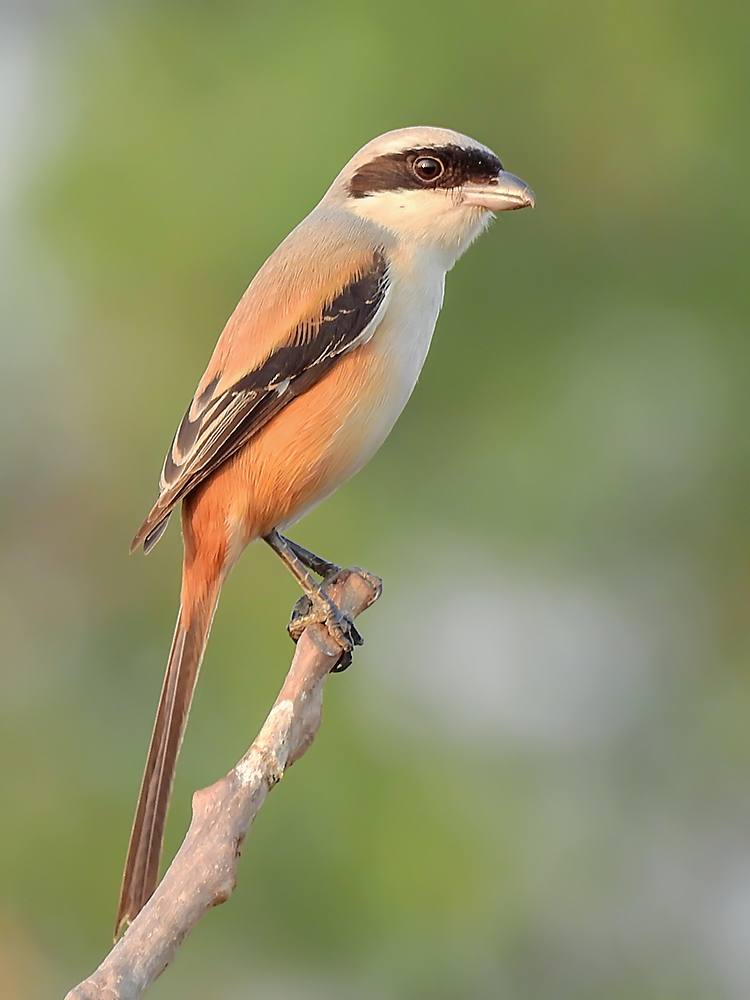
L. s. erythronotus.
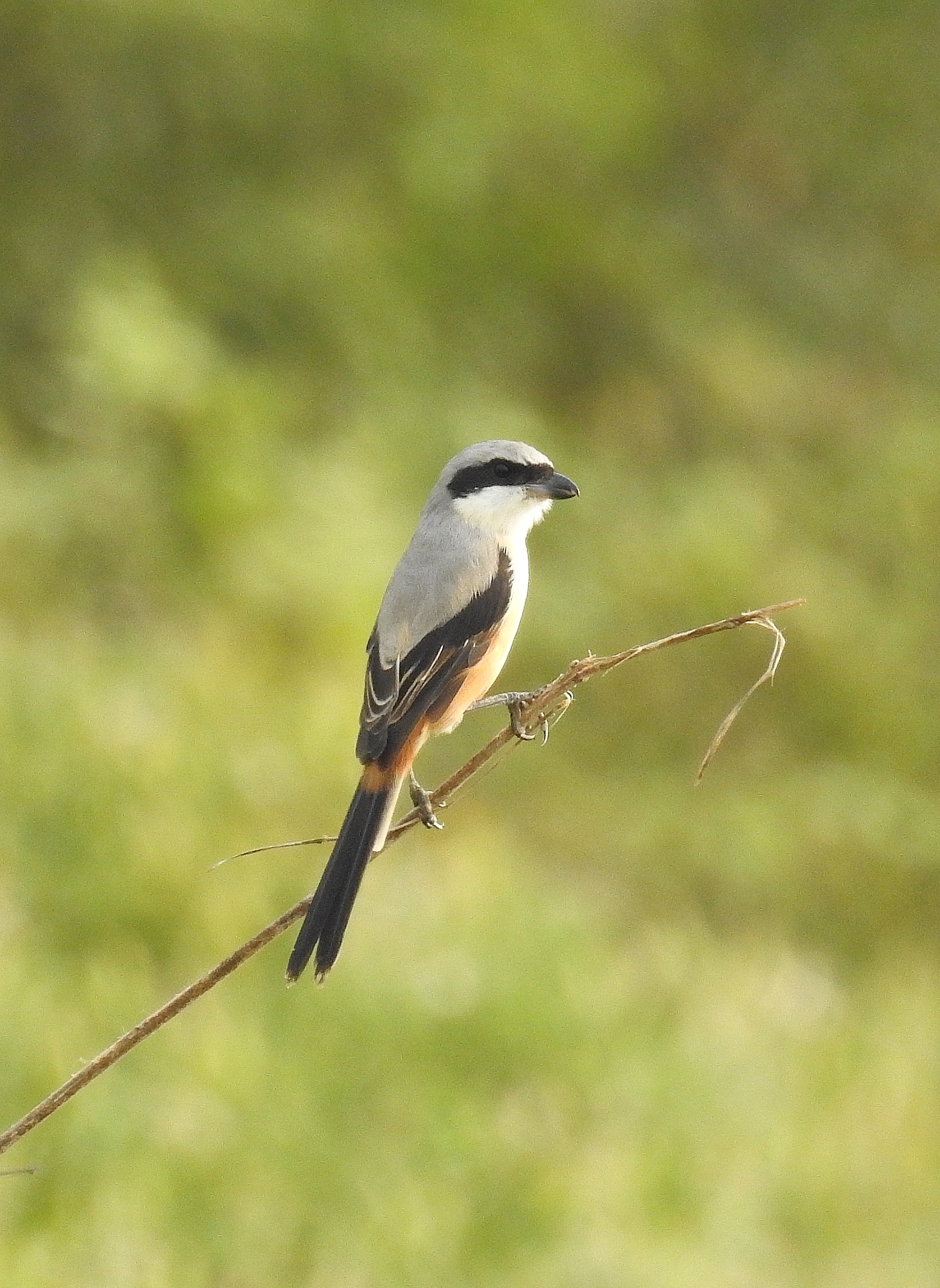
L. s. caniceps nel distretto di Kannur.
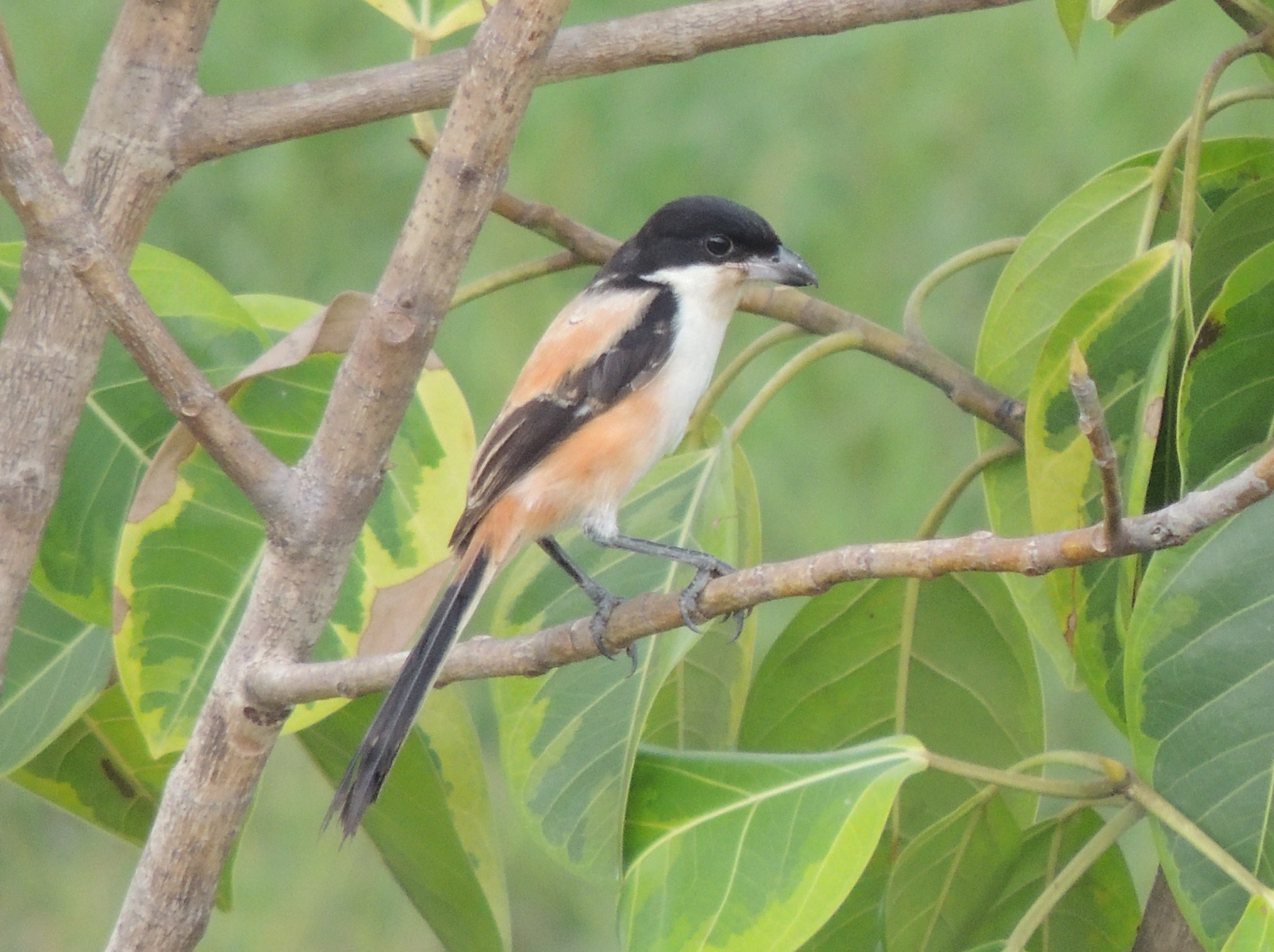
L. s. tricolor nel distretto di Satkhira.
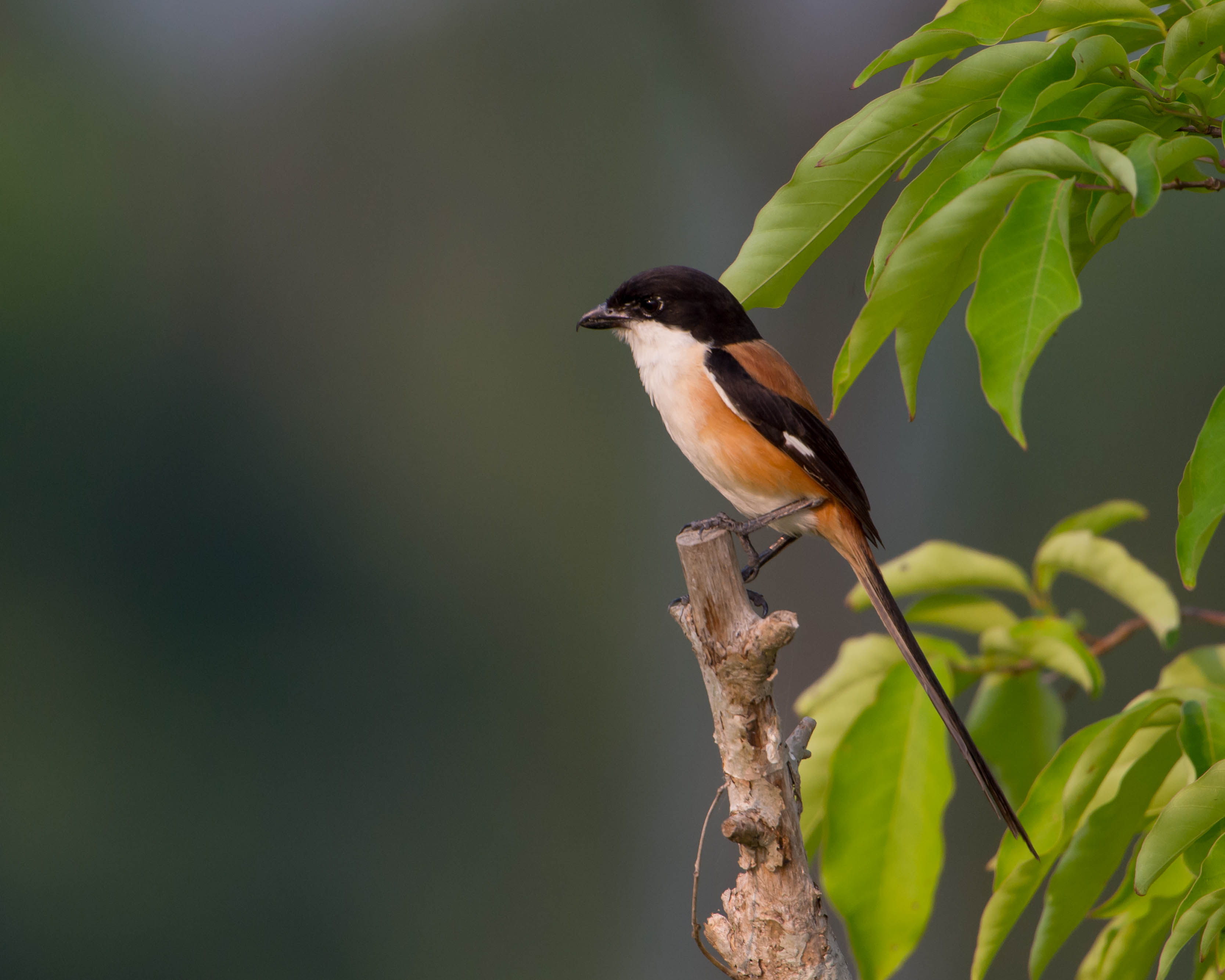
L. s. longicaudatus nella provincia di Nakhon Sawan.
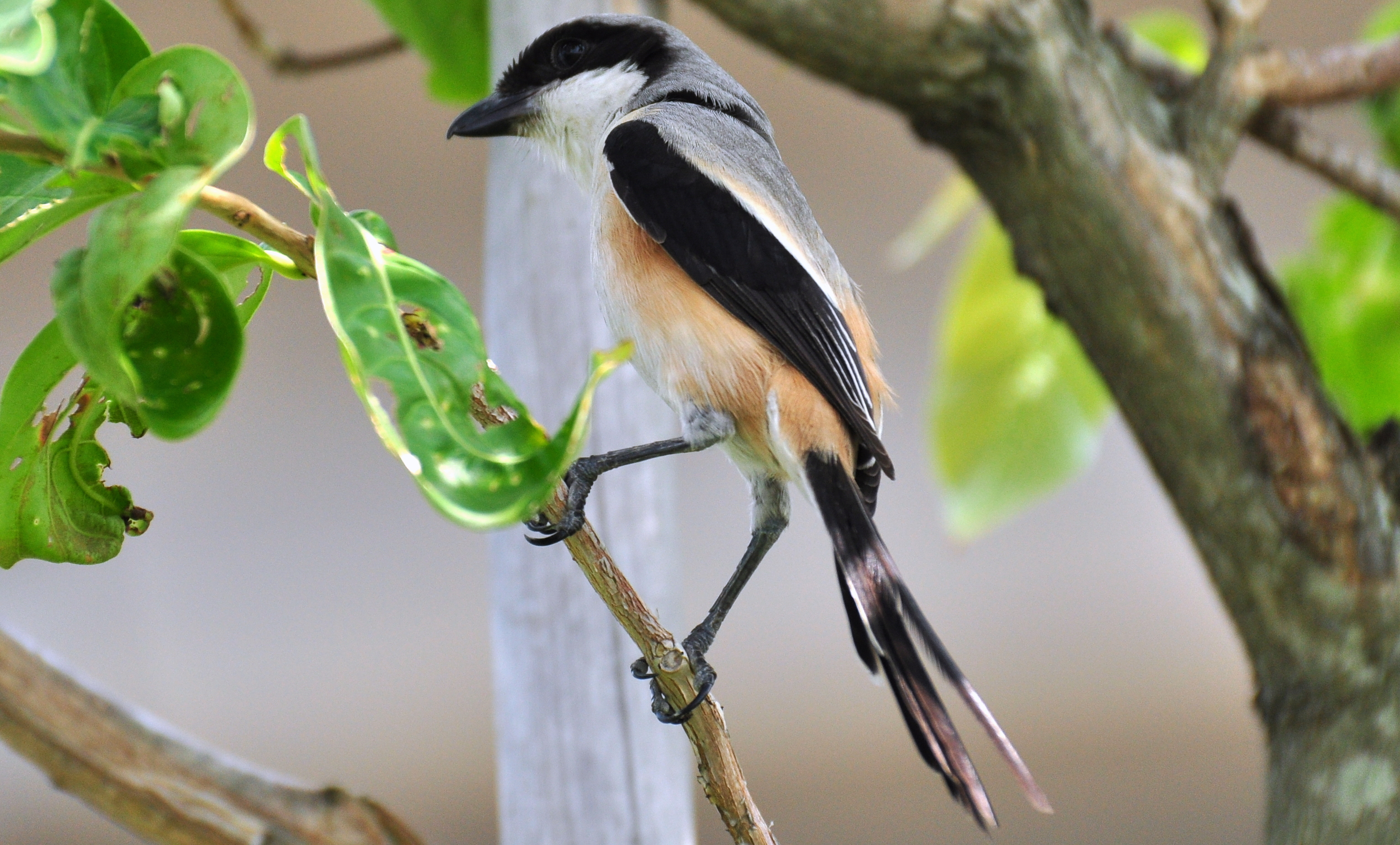
L. s. bentet a Singapore.
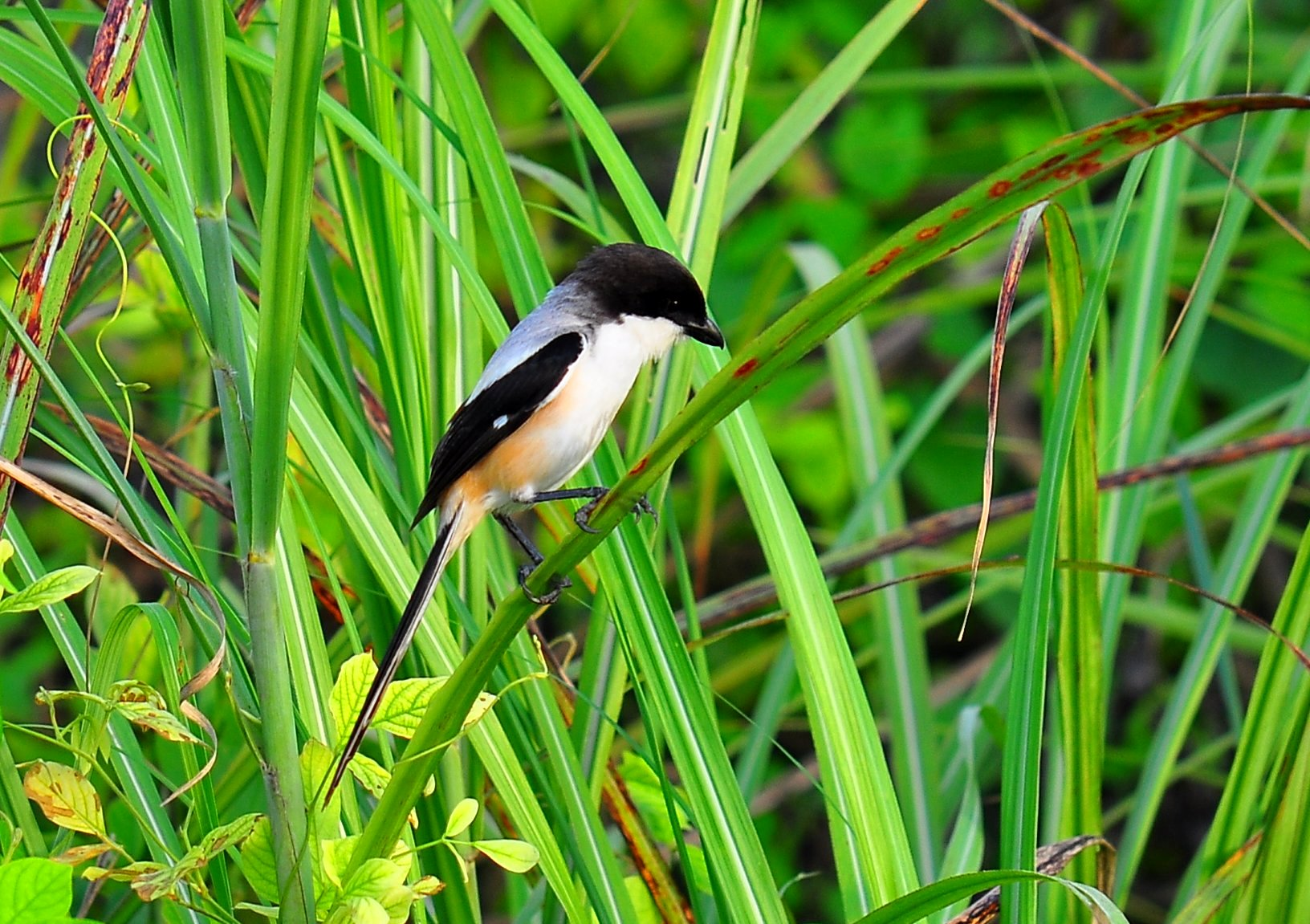
L. s. nasutus.

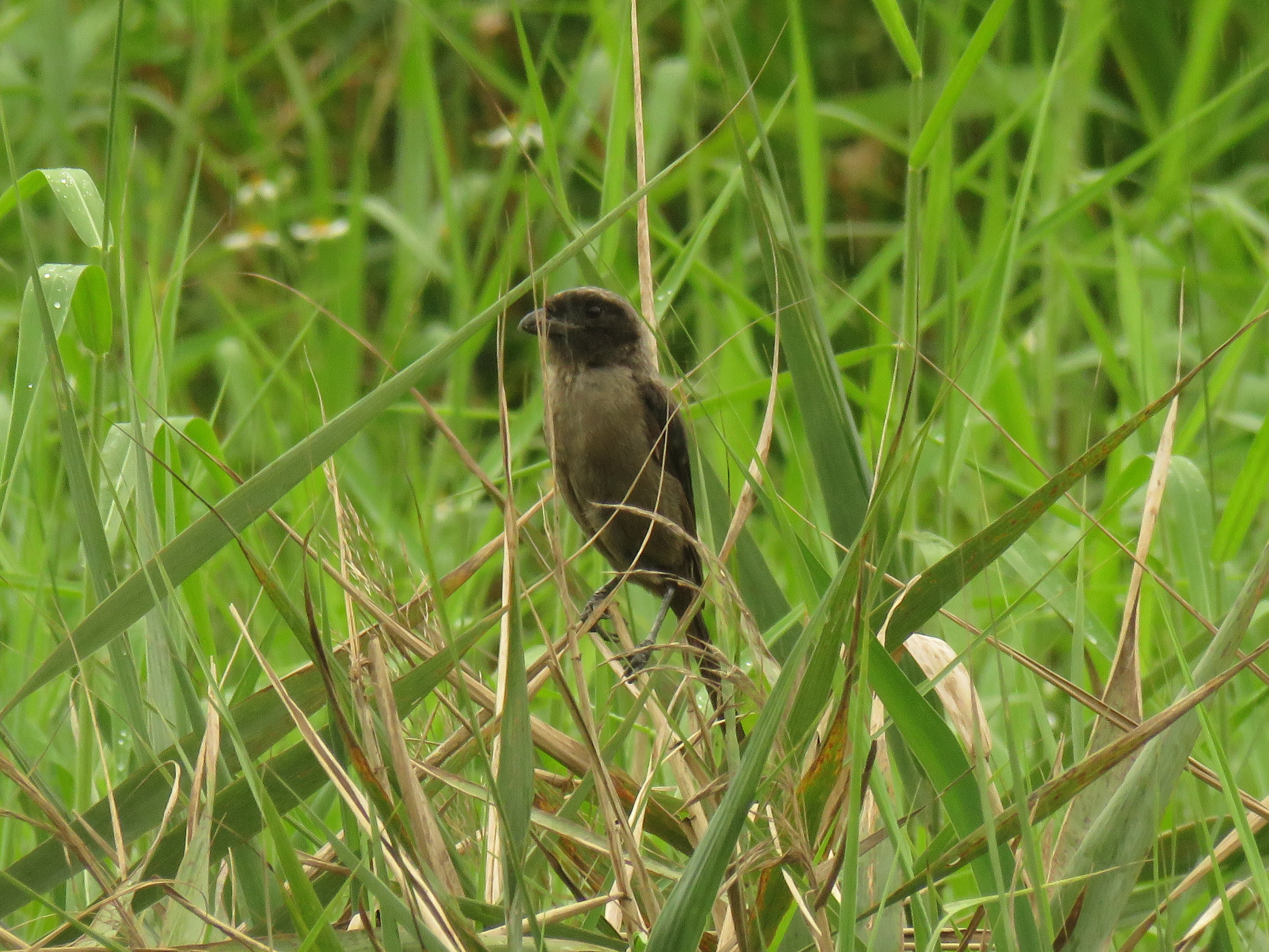
Esemplare melanico a Hong Kong.

Alcuni autori riconoscerebbero inoltre le sottospecie jaxartensis dell'Asia centrale (sinonimizzata con erythronotus), nigriceps (meticcio di tricolor ed erythronotus nel nord dell'India, dove gli areali delle due sottospecie si sovrappongono ampiamente), kathiawarensis del Gujarat meridionale ([sinonimizzata con caniceps), formosae di Taiwan, hainanus di Hainan (sinonimizzate con la nominale),  e fuscatus della Cina sud-orientale e di Hainan (riferito ad individui affetti da melanismo e quindi privo di valore tassonomico).
All'interno del taxon possono essere distinti cinque cladi distinguibili principalmente in base a criteri di carattere morfometrico (taglia, lunghezza della coda rispetto alle dimensioni totali e colorazione), rappresentati dalla sottospecie nominale, dalle sottospecie erythronotus e caniceps, dalle sottospecie tricolor e longicaudatus, dalla sottospecie bentet e dalle sottospecie nasutus, suluensis e stresemanni: lo status tassonomico di quest'ultima, molto isolata e distinta in termini morfometrici e di piumaggio, potrebbe rappresentare un taxon a sé stante.